# Claude Charvet
 (janvier 2024).
Si vous disposez d'ouvrages ou d'articles de référence ou si vous connaissez des sites web de qualité traitant du thème abordé ici, merci de compléter l'article en donnant les références utiles à sa vérifiabilité et en les liant à la section « Notes et références ».
Claude Charvet, baptisé le 14 mars 1715 à Saint-Savin, et mort le 15 janvier 1772 au monastère de Saint-André-le-Haut, est un historien local français.

## Biographie
Incorporé à l’église primatiale de Vienne, Charvet a été ordonné sous-diacre en 1734 et figure en 1739 comme prêtre, en 1745 comme syndic, en 1749 comme chanoine archidiacre. Nommé curé de Saint-André-le-Bas de Vienne, il a pris possession le 30 mars 1756 et a été remplacé par son frère Pierre, le 15 avril 1760, lorsqu’il est devenu archidiacre du titre de La Tour et official métropolitain du diocèse.
La position de Charvet dans la hiérarchie ecclésiastique à Vienne lui a donné toute facilité pour compulser à loisir les archives de cette église alors intactes. Les travaux historiques qui sont le fruit de ses longues recherches, témoignent d’un gout prononcé pour les antiquités de sa ville natale et d’assez de critique dans l’examen des sources.
Dans son histoire Charvet a laissé bien loin derrière lui ceux qui s’étaient antérieurement exercés sur le même sujet et il n’est pas sûr qu’il ait été dépassé en mérite par ceux qui l’ont suivi. Bien qu’il n’ait pas publié beaucoup de documents inédits, il en a mis un très grand nombre à profit : à bien peu d’exceptions près, ses extraits reproduisent fidèlement les originaux.
Le zèle historique et la réputation de savoir de Charvet l’avaient mis en rapports avec divers érudits, tels que Jean-François Séguier, le comte de Caylus, de Portes d’Amblérieu, l’abbé d’Artigny, l’abbé Deville, etc. Paul Allut a publié trois lettres très intéressantes de lui. Les derniers biographes de Charvet lui ont en outre attribué un manuscrit.
Retiré près au monastère de Saint-André-le-Haut, il est mort le 15 janvier 1772, après avoir fait son testament, le 30 novembre 1771 et : son acte de décès le qualifie d’archidiacre de Saint-Maurice, curé de ladite église, official métropolitain et prévôt du collège de Saint-Maurice.

## Publications
- Histoire de la sainte église de Vienne. Supplément à l’Histoire de l’église de Vienne, avec Claude-Étienne Bourdot de Richebourg (d), Lyon, C. Cizeron, 1761, 2 parties en 1 vol. in-4°, pl.
- Mémoires pour servir à l’histoire de l’abbaye royale de Saint-André-le-Haut de Vienne, publiés pour la première fois sur le manuscrit de l’auteur, avec notice, notes, pièces justificatives, figures, blasons, etc., Paul Allut (d), éd., Lyon, N. Scheuring, 1868, in-16, xlix-220 p., fig. et pl.
- Supplément à l’Histoire de l’église de Vienne, corrections et additions, Alfred de Terrebasse, éd., 1868.
- Fastes de la ville de Vienne, manuscrit inédit de Claude Charvet, publié avec des notes et une notice sur l’auteur, par E.-J. Savigné, Vienne, E.-J. Savigné, 1869, in-8°, xxiv-257 p.